# Malîi Lazuciîn, Teofipol
Malîi Lazuciîn (în ucraineană Малий Лазучин) este un sat în comuna Velîkîi Lazuciîn din raionul Teofipol, regiunea Hmelnîțkîi, Ucraina.

## Demografie
Componența lingvistică a localității Malîi Lazuciîn
     Ucraineană (99,47%)
Conform recensământului din 2001, majoritatea populației localității Malîi Lazuciîn era vorbitoare de ucraineană (99,47%), existând în minoritate și vorbitori de alte limbi.